# یاکو هینتیکا

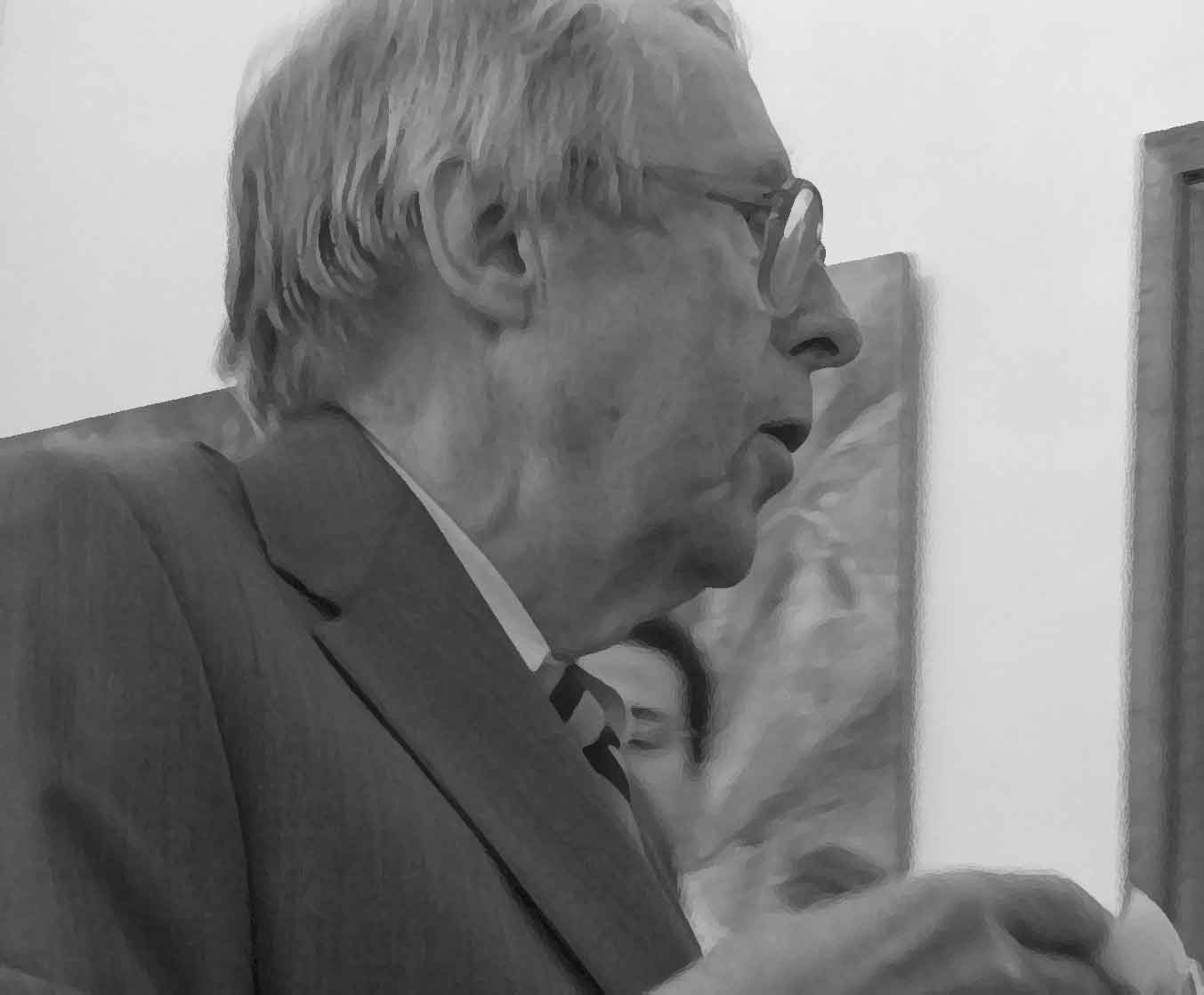
یاکو هینتیکا، فیلسوف و منطق‌دان فنلاندی - ۲۰۰۶

یاکو هینتیکا (زادهٔ ۱۹۲۹ –درگذشتهٔ ۲۰۱۵) فیلسوف و منطق‌دان اهل فنلاند بود. نظریات او در باب سمانتیک بازی نظری، سمانتیک جهان‌های ممکن، روش‌های سه‌گانه و تعمیم‌های استقرایی‌اند. عمدهٔ فعالیت‌های او در زمینهٔ معرفت‌شناسی و منطق ریاضی بود.

## زندگانی
هینتیکا در ژانویه ۱۹۲۹ در وانتای کنونی در کشور فنلاند زاده شد. پس از سال‌ها تدریس در دانشگاه فلوریدا، استنفورد و هلسینکی و آکادمی فنلاند، به عنوان استاد دانشگاه بوستون رسالت علمی اش را پایان داد. هینتیکا دکترایش را تحت راهنمایی جرج هنریک فون وریکت در سن ۲۴ سالگی دریافت کرد.

## آثار
از هینتیکا بیش از ۳۰کتاب و ۳۰۰ مقاله مختلف در زمینه‌های معرفت‌شناسی، فلسفه تحلیلی، منطق ریاضی، سمانتیک و غیره به جا مانده‌است.. برخی از آثار او بدین شرح اند:
- معرفت و باور
- مدل‌هایی برای موجهات:برخی جستارها
- سمانتیک پرسش‌ها و پرسش از سمانتیک‌ها
- منطق معرفت‌شناسی و معرفت‌شناسی منطق
- اصول ریاضیات بازنگری شده
- تحلیل‌هایی درباب ارسطو